# Jangada (vaartuig)

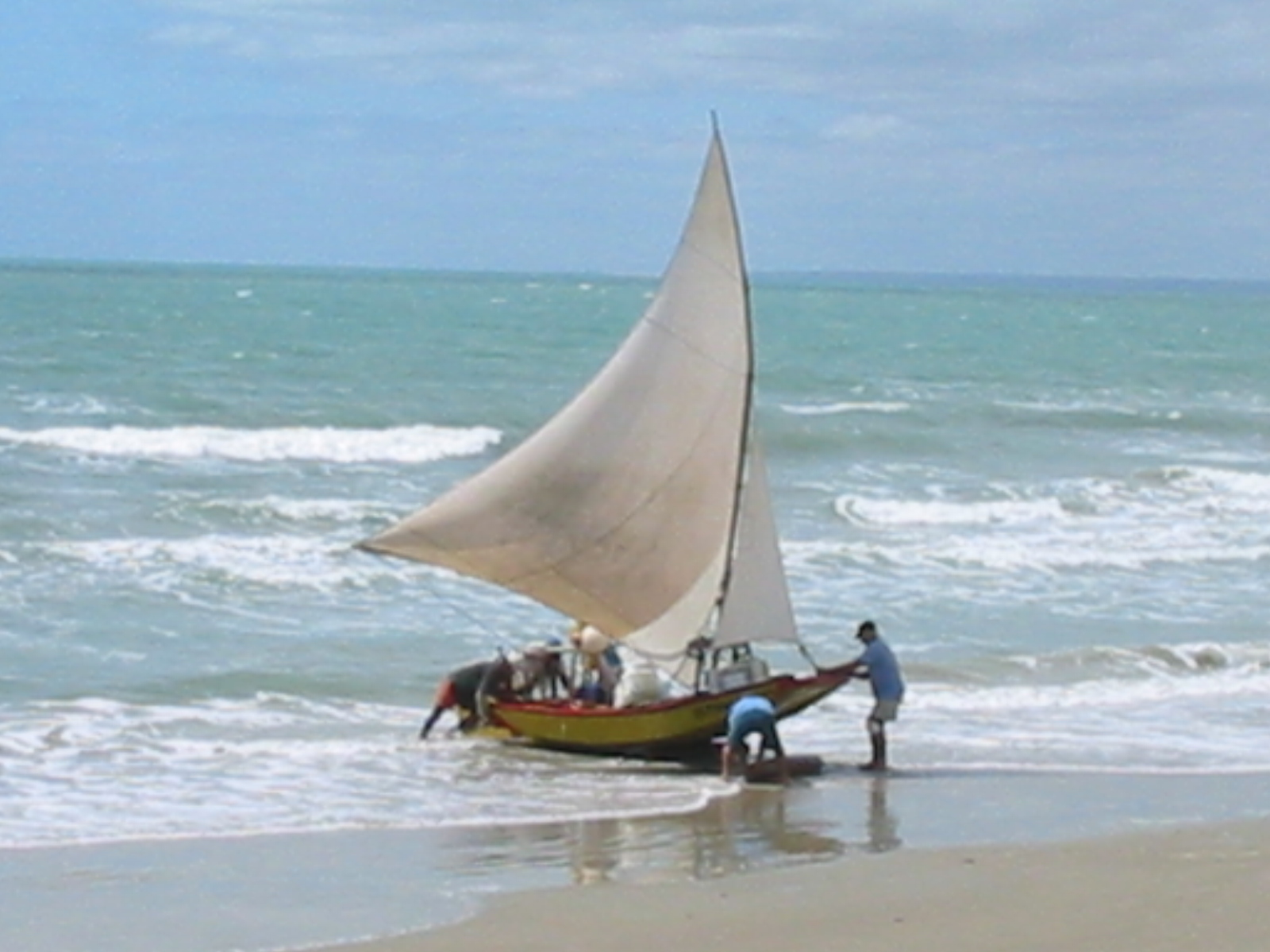
Jangada in Tibau in Rio Grande do Norte.

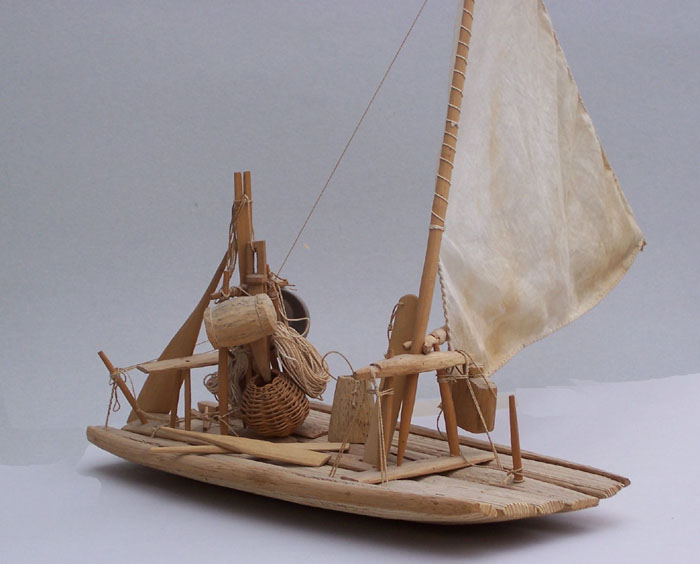
Traditionele jangada, fysiek model (miniatuur)

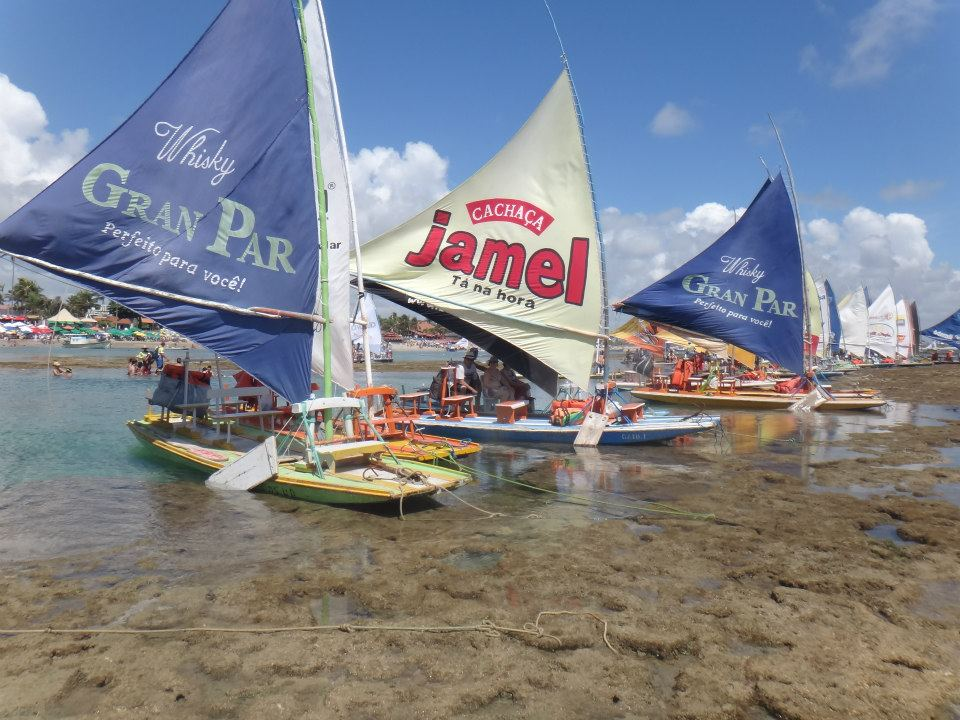
Jangadas in Porto de Galinhas (PE)

Jangada is een klein houten vaartuig dat wordt gebruikt door traditionele vissers in de noordoostelijke regio van Brazilië. 
Het vlot werd vroeger vervaardigd van houten boomstammen, tegenwoordig van houten planken. Kenmerkend is het driehoekige latijnzeil, wat is verworden tot een symbool van de regio.

## Constructie

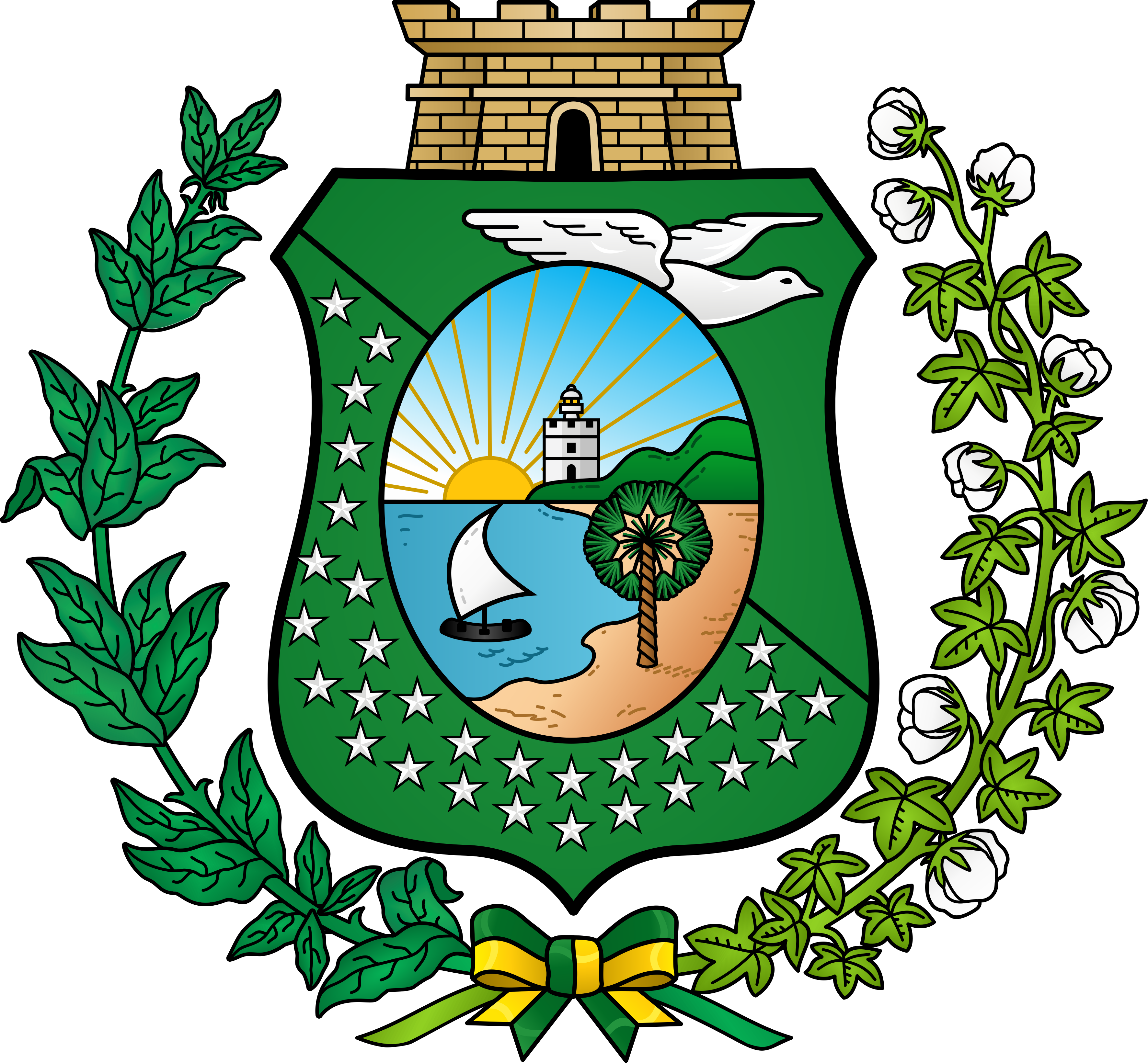
Het wapen van de deelstaat Ceará bevat een jangada

De vorm van het vlot omvat een reeks interessante ontwikkelingen in de neolithische ambachtelijke wetenschap - die directe experimenten uitvoerde, op materialen en gebaseerd op waargenomen verschijnselen, in 'onderzoeksprojecten' die volledig in het geheugen van de ambachtslieden waren opgeslagen.
Met name het driehoekige zeil omvat een reeks geavanceerde effecten, ook bekend als een Latijns zeil, waarmee een zeer scherpe koers gevaren kan worden, haast tegen de wind in. Grote schepen maakten ook gebruik van het latijnzeil, maar in beperkte mate, omdat het succesvolle gebruik ervan in belangrijke mate afhangt van de aanwezigheid van de navigator, die alert moet zijn op windbewegingen: drukverschillen worden actief gemanipuleerd gedurende de hele vaartijd aan de wind. Dezelfde principes worden gebruikt om vliegtuigen in de lucht te houden, dankzij de geometrie van hun vleugels. In het geval van de jangada is er een sierlijke, bijna parabolische curve aan de bovenkant van de driehoek, en daaronder nog een langere en kortere. Deze asymmetrie komt door de hanteringshoogte van de mast, die – ditmaal via het mechanische principe van de hefboom – soepel rond zijn as draait.
De bouwtechnologie bestaat uit het gebruik van materialen zoals drijfhouf (zoals balsa uit Pará en Heliocarpus popayanensis), stoffen en lijnen. De traditionele jangada heeft geen metalen elementen (zoals spijkers, klemmen etc.); de hele structuur is volledig bevestigd door fittingen en banden met touwen van wilde vezels. 
De jangada wordt meestal gemaakt met 6 palen: 2 in het midden (meios genoemd), 2 ernaast, symmetrisch gerangschikt (mimburas genoemd, een woord van Tupi-oorsprong), en 2 externe (bordos). De 4 meest centrale palen (meios en mimbura's) zijn verbonden door deuvels van hout dat harder is dan die van deze stokken. De bordos worden in de mimbura’s vastgeprikt, zodat ze iets hoger komen te staan.  Op dit basisframe zijn 2 houten banken geïnstalleerd (elk respectievelijk ondersteund door 4 houten stangen, bevestigd aan de mimburas). Op deze stangen wordt een stevige houten plank bevestigd. De voorste bank ondersteund de mast. De andere bank, achterin, wordt ook wel de "meesterstoel" genoemd, omdat daar de meester of schipper van de jangada werkt. Hij bestuurt daar het schip met een wrikriem. Tegenwoordig hebben jangadas meestal een normaal roer.
De wrikriem van de meester past tussen de mimbura en een van de stuurboord meio. Er is ook nog een opening tussen de twee middelste palen waar het zwaard doorheen kan. Het zwaard kan in hoogte en hoek worden versteld, afhankelijk van de wind en de koers. 
Alle elementen van de traditionele jangada zijn met de hand gemaakt, van de mast, het zeil, de lijnen tot de bank, visnetten, haken, anker en samburás (manden voor het opbergen van vis en spullen).

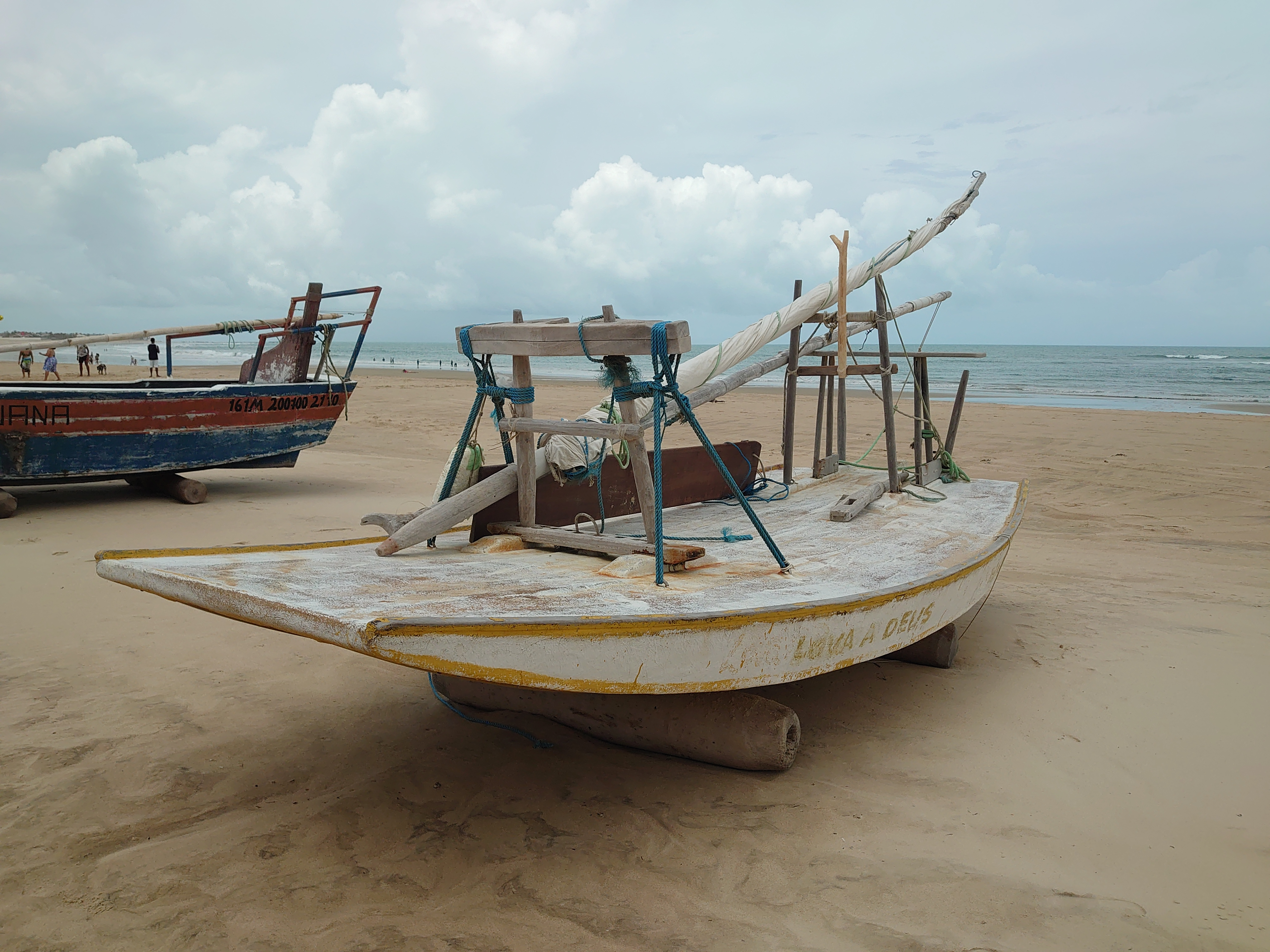
Jangada van glasvezel en hout (Guajiru)

Tegenwoordig zijn de meeste jangadas gemaakt van planken en gevuld met piepschuim om voor extra drijfvermogen te zorgen, gezien het feit dat de bomen nauwelijks nog te verkrijgen zijn. De lijnen zijn tegenwoordig vaker van synthetische materialen.  

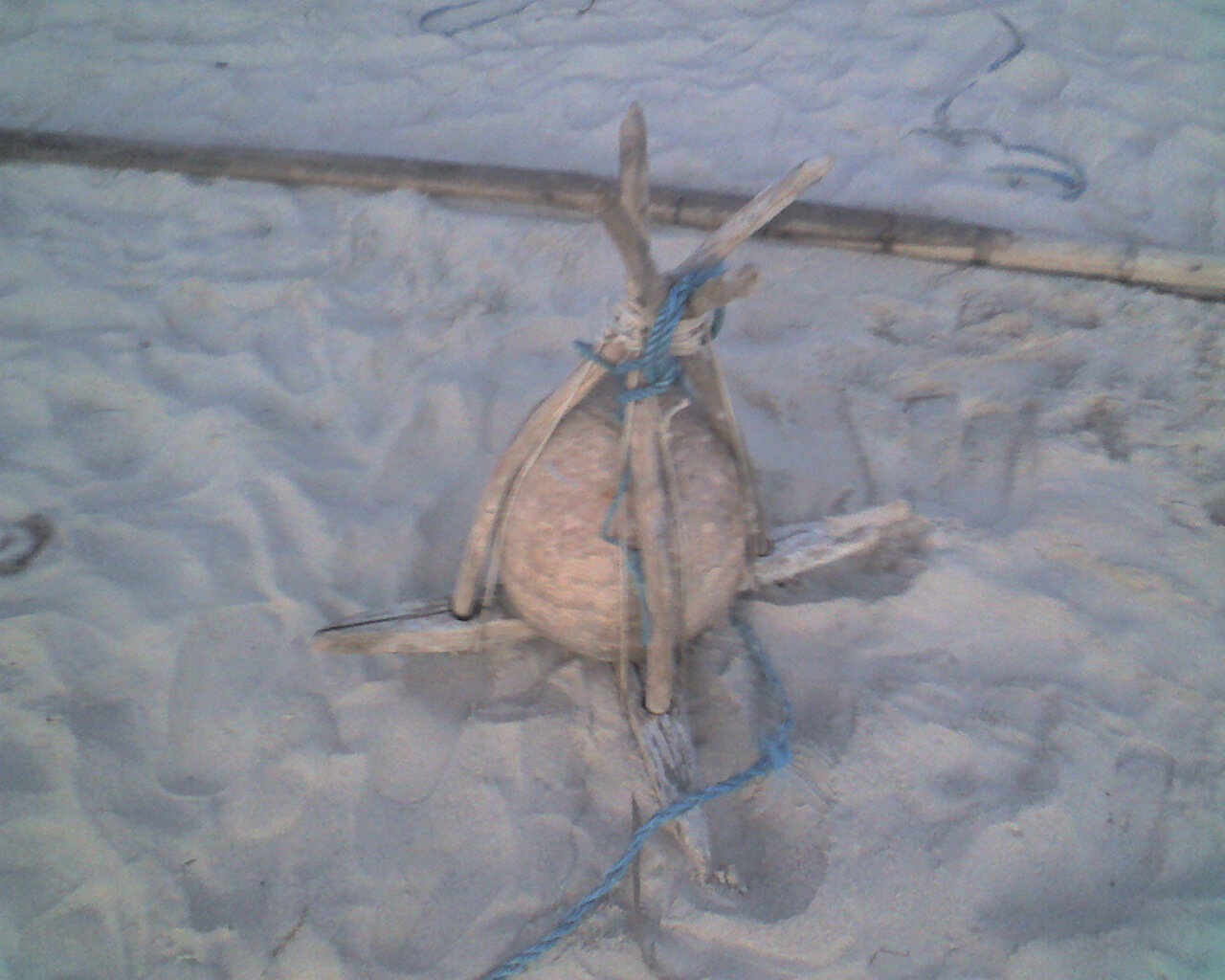
anker

De bemanning bestaat van het traditionele schip bestaat uit drie tot vijf personen. Deze groep werkt op een oppervlakte van gemiddeld zo'n 5 tot 7 meter (op zijn grootst, al zijn er vlotten groter dan 8 meter) en op zijn kleinst 1,4 tot 1,7 meter. De afmetingen zijn het resultaat van een reeks nautische ‘ontwerpbeperkingen’, waaronder: de grootte van de beschikbare stammen, de weerstand van de fittingen en ligplaatsen, de kracht die nodig is om deze over de golven te bewegen, de grootte van de zeilen. de menselijke kracht die nodig is voor slechts één man om bij toerbeurt te zeilen, onder andere.

## Duur van de visreizen
Afhankelijk van de seizoenen, de wind en het getijde kan de duur van een expeditie sterk verschillen/ Een gebruikelijke verblijfsduur was drie dagen tot een week (soms meer, zoals oude vissers melden) in open zee, tot 120 kilometer uit de kust. Deze duur wordt steeds zeldzamer, tegenwoordig vaak zelden langer dan drie dagen, met uitstapjes tot wel 50 kilometer uit de kust. Ook kortere uitstapjes van een aantal uur komen voor, bijvoorbeeld bij kreeftvisserij Op dezelfde manier worden invallen door groepen vlotten ook steeds zeldzamer, waarbij het vissen door een geïsoleerde groep op een enkel vlot steeds gebruikelijker wordt.
Een belangrijke reden voor de kortere reizen is de intensievere grote scheepvaart voor de Braziliaanse kust, wat een gevaar vormt voor de kleine jangadas. Bovendien komen kotters steeds vaker voor. Deze schepen zijn beter uitgerust voor meerdaagse reizen.

## De opkomst van de jangada  in het noordoosten van Brazilië
Het was in India dat de Portugezen voor het eerst een klein schip zagen dat een jang werd genoemd. Er waren drie of vier houten boomstammen vastgebonden met touwen van plantaardige vezels. De Portugezen omschrijven dit schip als jangá, changgh of xanga . Jangada (of Chabgadam) een grote janga, gebouwd met vijf of zes boomstammen. 
Toen de Portugezen in de 16e eeuw in Brazilië aankwamen, kwamen ze schepen tegen die erg leken op de vlotten die de inheemse bevolking piperi of igapeba noemde, dus begonnen ze de piperi jangada te noemen, wat de naam was die ze al kenden en optekenden in boeken van die tijd. De piperi's van de Braziliaanse inheemse bevolking waren gemaakt van vijf of zes boomstammen die stevig met lianen waren vastgebonden.  De riem heette jacumã. 
Op verschillende plaatsen langs de kust van de Braziliaanse staat Ceará vinden regattas plaats waaraan tientallen jangadas meedoen. Een bekende is die van Mucuripe (Fortaleza) tijdens een groot festival waar de traditionale visserij wordt gevierd.